# Eiserne Hand (Taunushauptkamm)
Die Eiserne Hand ist ein Gebirgspass auf dem Taunushauptkamm. Der im Volksmund entstandene Name geht auf einen Eichenholzpfosten mit fünf eisernen Richtungsarmen zurück.

## Lage
Mit einer Passhöhe von 423 m ü. NHN stellt die Eiserne Hand den niedrigsten Übergang über den bewaldeten Taunus westlich der Idsteiner Senke (Taunusübergang der A 3 bei Niedernhausen) dar und zeichnet neben der höheren Platte einen von zwei Verkehrswegen zwischen Wiesbaden und dem oberen Aartal vor.
Südlich des Passes liegt der Schläferskopf (454,2 m), südöstlich der Bleidenstadter Kopf (387,2 m) und nordöstlich der Altenstein (500,6 m) mit dem Ringwall Altenstein.

## Bedeutung
Der Pass wird heute von der Bundesstraße 54 und der stillgelegten Aartalbahn genutzt, die hier auf dem Scheitelpunkt ihrer Strecke den gleichnamigen Bahnhof bediente. Außerdem ist die Passhöhe, an der sich eine Bushaltestelle und ein kleiner Parkplatz befinden, Ausgangspunkt für ein gut ausgebautes Netz von Wanderwegen im Naturpark Rhein-Taunus. Unter anderem verläuft der Rheinhöhenweg entlang der Kammlinie über diesen Pass.
In früheren Zeiten überquerte hier die Eisenstraße zwischen Michelbacher Hütte und Wiesbaden den Gebirgskamm und bildete auf dem Pass mit vier weiteren Straßen aus dem Taunus und dem Rheingau eine wichtige Kreuzung.

## Bahnhof
Einziges Gebäude auf der Passhöhe ist der Bahnhof, als solcher nicht mehr in Betrieb. Das Gebäude wurde nach einem Brand im Jahr 2004 wieder aufgebaut, seit 2007 befindet sich darin die Gaststätte Waldgeist zur Eisernen Hand. Es steht an der Nordseite des Passes und damit in Taunusstein.

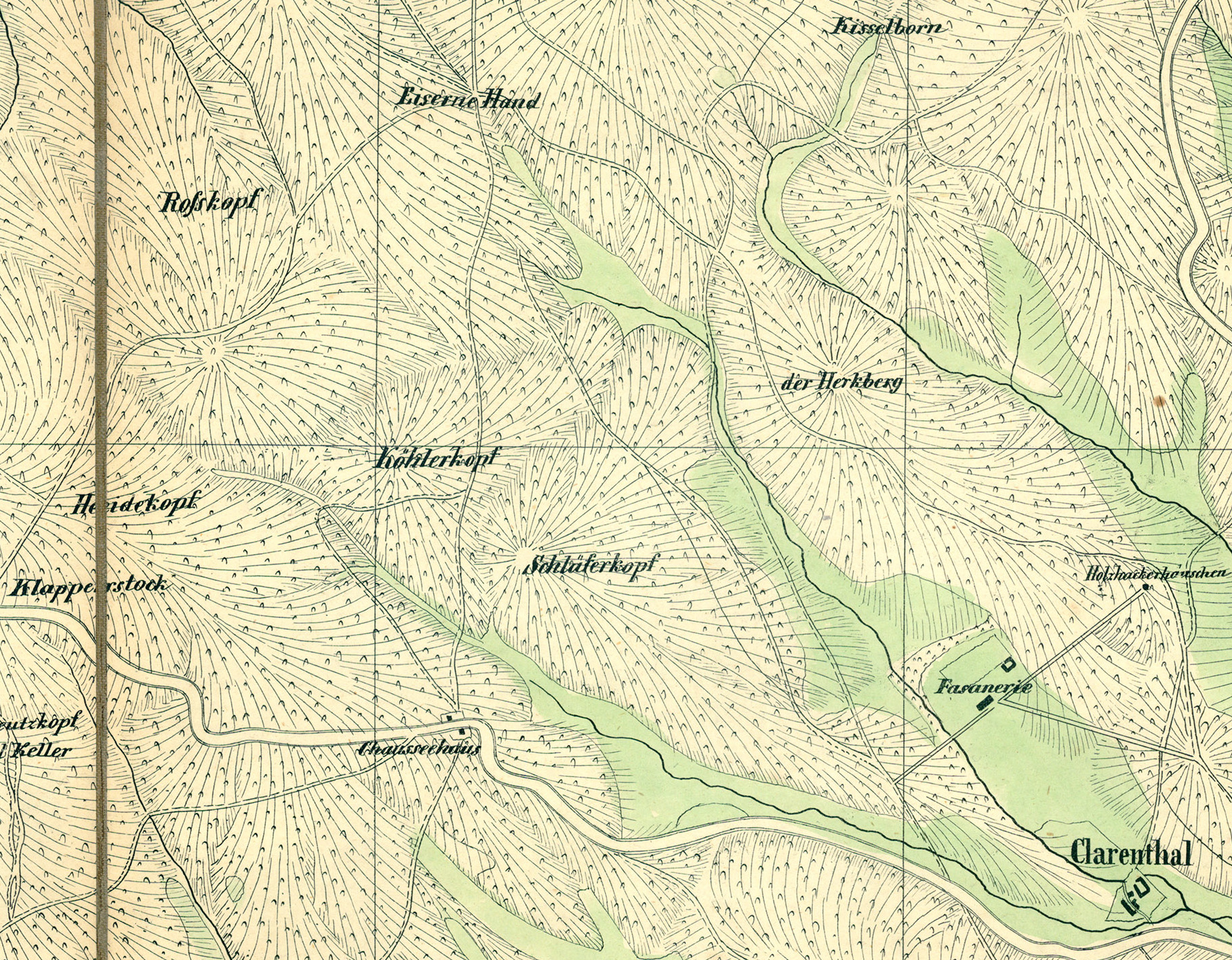
Karte von 1819 mit der Straßenkreuzung Eiserne Hand oben links der Mitte, außerdem Schläferskopf, Chausseehaus, Jagdschloss Fasanerie und Kloster Clarenthal